# P. J. Sparxx
P. J. Sparxx (* 11. Februar 1969 in Colorado als Laura Brown) ist eine ehemalige US-amerikanische Pornodarstellerin.

## Karriere
P. J. Sparxx begann ihre Karriere 1990 und beendete sie 1999. In dieser Zeit hat sie laut IAFD in 301 Filmen mitgespielt und stand für eine Vielzahl bekannter Produktionsfirmen wie Vivid Entertainment, Wicked Pictures, Evil Angel und Elegant Angel vor der Kamera.
1994 trat sie als Co-Moderatorin im Film Bloopers auf, der Outtakes aus pornographischen Filmen zeigt. Auch im zweiten Teil Bloopers 2 war sie zu sehen, jedoch nicht als Moderatorin, sondern in Outtakes aus ihren Filmen.
Bei dem Pornofilm No Fear war sie 1996 sowohl als Regisseurin hinter der Kamera als auch als Darstellerin vor der Kamera tätig.
Sie ist Mitglied der AVN Hall of Fame. Weitere Aliasse von ihr sind K.C. Kerrington, P.J. Kerrington und Porsche Red.

## Filmografie (Auswahl)
- 1992: Chameleons: Not the Sequel
- 1992: Hidden Obsessions
- 1992: Secret Garden
- 1993: Steamy Windows
- 1994: Bloopers
- 1994: P. J. Sparxx on Fire
- 1995: Deep Inside P. J. Sparxx
- 1996: Many Faces of P. J. Sparxx
- 1996: No Fear (als Regisseurin und Darstellerin)
- 1997: Bloopers 2
- 1994–1995: No Man’s Land 10, 11 & 12
- 1991 & 1995: Taboo 9 & 15

## Auszeichnungen
- AVN Hall of Fame
- 1998: AVN Award – Best All-Girl Sex Scene – Cellar Dwellers 2 [3]